# 黑桂脂鯉
黑桂脂鯉（学名：Charax niger）為輻鰭魚綱脂鯉目脂鯉亞目脂鯉科的其中一個種，為熱帶淡水魚，分布於南美洲巴西Amapá沿岸淡水流域，體長可達12.8公分，棲息在底中層水域，生活習性不明。
其种加词“niger”意为“黑色的”。